# Warumpi Band
Warumpi Band ([ˈwʌrəmpi]; warumpi с луритя — «место снов медовых муравьёв») — австралийская аборигенская рок- и кантри-группа, созданная в 1980 году в общине Папуня четырьмя музыкантами. Джордж Буррарраванга был вокалистом и диджеридистом, Гордон Бутчер играл на барабанах, Сэмми Бутчер на обычной и бас-гитаре, а Нил Мюррей на ритм-гитаре и бэк-вокале.
Джордж Буррарраванга, фронтмен группы, несколько раз назывался «отцом аборигенского рока». Именно эта группа в 1983 году записала первую в мире рок-песню на австралийском языке (луритя), Jailanguru Pakarnu, что принесло Warumpi Band всемирную славу. Также известны по своим хитовым синглам Blackfella/Whitefella (1985), Sit Down Money (1986), My Island Home (1987) и No Fear (1987).
Всего группа выпустила три альбома: Big Name, No Blankets (1985), Go Bush! (1987) и Too Much Humbug (1996). С конца 1987 года до середины 1995 года группа практически остановила свою деятельность из-за того что Нил Мюррей сосредоточился на сольной карьере. В 2000 году группа окончательно распалась, а в июне 2007 года умер от рака лёгкого вокалист группы Джордж Буррарраванга.
Warumpi Band наряду с Yothu Yindi сыграли значимую роль в популяризации диджериду за пределами Австралии.

## История

### Создание группы
Warumpi Band была образована в 1980 году в Папуня — австралийской общине, расположенной в 240 километрах к северо-западу от Алис-Спрингс в штате Северная территория. Изначально задумывалась как рок- и кантри-группа. Нил Мюррей был школьным учителем из штата Виктория, который работал в Северной территории, где познакомился с двумя братьями, местными жителями-луритя Гордоном Тяпанангка и Сэмми Тяпанангка Бутчерами. К ним присоединился шурин Сэмми Джордж Рруррамбу Буррарраванга, йолнгу из острова Элко. Нил играл на ритм-гитаре, Гордон Бутчер играл на барабанах, Сэмми Бутчер на обычной и бас-гитаре, а Джордж на диджериду.
Название warumpi на луритя означает «место снов медовых муравьёв», священное место австралийских аборигенов, которое находится близ Папуня.

### 1980—1987 годы
Группа начала с исполнения кавер-версий рок-н-ролл-песен и гастролировала по Северной территории и округу Кимберли на севере штата Западной Австралии. В 1983 году на Фестивале аборигенской кантри-музыки (англ. Aboriginal Country Music Festival) они были признаны лучшей группой. В октябре того же года они выпустили свой дебютный сингл Jailanguru Pakarnu (на луритя — «из тюрьмы»). Это первая в мире рок-песня, записанная на австралийском языке, луритя. Для записи сингла к группе присоединился еще один брат Бутчеров, Брайан, играющий на бас-гитаре. Песня вызвала резонанс у основных средств массовой информации Австралии и группа отправилась в города Мельбурн и Сидней для концертов и выступлений на телевидении. Тогда же группа выступила совместно с Midnight Oil.
В 1985 году группа подписала контракт с лейблом Powderworks Records и в апреле выпустила свой дебютный альбом Big Name, No Blankets. В альбоме, среди прочего, выпущен сингл Blackfella/Whitefella. После выпуска альбома, группа начала международный тур, посетив в том числе Вануату, Папуа — Новую Гвинею и Соломоновы острова. В 1986 году прошёл совместный тур с группой Midnight Oil. Тогда же была переиздана песня Blackfella/Whitefella на стороне B 12-дюймового общего сингла The Dead Heart. В том году временно покинули группу братья Бутчеры.
В октябре и ноябре 1986 года к Буррарраванге и Мюррею присоединились Кенни Смит, играющий на бас-гитаре и бэк-вокале, и родившийся в Америке Алан Мёрфи на ударных, чтобы записать свой второй альбом Go Bush!. Альбом был выпущен в апреле 1987 года, после чего к группе присоединился клавишник Мюррей Кук. В феврале того же года был выпущен сингл My Island Home, текст для которого был написан Нилом Мюрреем про родной остров солиста группы, Элко.

### 1987—1995 годы
К концу 1988 года Нил Мюррей сосредоточился на своей сольной карьере и в 1989 году выпустил свой дебютный альбом, Calm & Crystal Clear.
В 1995 году Кристин Ану записала кавер на песню My Island Home и победила в номинации «Песня года» Австралазийской правовой ассоциации.

### После 1995 года
В 1995 году в группу вернулись Нил Мюррей и Сэмми Бутчер для проведения европейского тура. В апреле 1996 года был выпущен третий альбом, Too Much Humbug. В последующие годы группа практически прекратила работать, а встречи были спорадическими, как правило, на фестивали и другие разовые выступления.
В 2000 году Мюррей окончательно ушёл из Warumpi Band и сконцентрировался на сольной карьере, выпустив три альбома: These Hands (1993), Dust (1996) и The Wondering Kind (1999). Буррарраванга также продолжил сольную карьеру, выпустив в 2004 году регги-альбом Nerbu Message. Среди прочего, в альбоме была версия My Island Home на родном языке Джорджа, кумать. В 2007 году он вернулся на свой родной остров, где и умер от рака лёгкого.
Сэмми Батчер продолжал заниматься музыкой в звукозаписывающей студии в Алис-Спрингс, предоставляя возможности для записи молодым людям из глубинки. Он также записал собственный альбом инструментальных гитарных треков.
В 2015 году Festival Records выпустили бокс-сет Warumpi Band 4 Ever, содержащий три альбома группы и синглы на двух компакт-дисках. CD1 содержал Big Name, No Blankets и Go Bush!, а CD2 содержал Too Much Humbug и неизданную концертную запись с последнего концерта группы в Бруме в 2000 году, не входящий в альбом оригинальную запись Jailanguru pakarnu, выпущенную как сингл в 1983 году, и четыре демо, записанные в 1981 году.

## Участники

### Постоянный состав
- Джордж Буррарраванга — вокал, диджериду (1980—2000);
- Гордон Бутчер — барабаны (1980—1987, 1996);
- Сэмми Бутчер[англ.] — гитара, бас-гитара (1980—2000);
- Нил Мюррей[англ.] — гитара, автор текстов (1980—2000);

### Бывшие участники
- Брайан Бутчер — бас-гитара (1983);
- Мюррей Кук — синтезатор (1987);
- Алан Мёрфи — барабаны (1987);
- Кенни Смит — бас-гитара (1987);
- Билл Хеккенберг — барабаны (1996);
- Билл Якоби — бас-гитара, бэк-вокал;
- Денис Майнор — бас-гитара;
- Хилари Вирра — бас-гитара.

## Дискография

### Альбомы
| Номер | Название              | Детали                                                                                             |
| ----- | --------------------- | -------------------------------------------------------------------------------------------------- |
| 1     | Big Name, No Blankets | - Дата выпуска: апрель 1985 - Лейбл: Powderworks Records - Формат: кассета, грампластинка          |
| 2     | Go Bush               | - Дата выпуска: апрель 1987 - Лейбл: Parole, Festival Records - Формат: кассета, грампластинка, CD |
| 3     | Too Much Humbug       | - Дата выпуска: апрель 1996 - Лейбл: CAAMA Music - Формат: CD                                      |
| 4     | Warumpi Band 4 Ever   | - Дата выпуска: 2015 - Лейбл: Festival Records - Формат: CD - Альбом-компиляция                    |

### Синглы
| Название              | Год  | Альбом                |
| --------------------- | ---- | --------------------- |
| Jailanguru Pakarnu    | 1983 | n/a                   |
| Breadline             | 1985 | Big Name, No Blankets |
| Blackfella/Whitefella | 1985 | Big Name, No Blankets |
| Sit Down Money        | 1986 | n/a                   |
| My Island Home        | 1987 | Go Bush!              |
| Tjiluru Tijiluru      | 1987 | Go Bush!              |
| Stompin' Ground       | 1996 | Too Much Humbug       |

## Награды

### ARIA Music Awards
Награды ARIA Music Awards:
| Год  | Номинируемая работа | Категория                     | Результат |
| ---- | ------------------- | ----------------------------- | --------- |
| 1988 | Go Bush             | Лучший релиз коренных народов | Номинация |
| 1996 | Too Much Humbug     | Лучший релиз коренных народов | Номинация |
| 1997 | Stompin' Ground     | Лучший релиз коренных народов | Номинация |